# Friedrich Wilhelm Suckow
Friedrich Wilhelm Ludwig Suckow (* 1770 in Heidelberg; † 21. Juni 1838 in Mannheim) war ein deutscher Arzt und Naturforscher. Sein offizielles botanisches Autorenkürzel lautet „F. W. L. Suckow“. Er war der Sohn des Naturwissenschaftlers Georg Adolf Suckow und der Neffe des Mediziners Wilhelm Karl Friedrich Suckow.

## Leben
Der Sohn des Physikers und Universitätsprofessors Georg Adolf Suckow studierte an der Universität Heidelberg Medizin und wurde 1813 mit einer Arbeit zur vergleichenden Morphologie „Myologia insectorum …“ promoviert.
Suckow wurde Professor der Naturwissenschaften und Kustos am naturkundlichen Museum in Mannheim. Er hat sich vor allem mit seinen Arbeiten zur Entomologie und zur Osteologie der Wale einen Namen gemacht. Auch hat er die Pflanzenwelt in der Umgebung von Mannheim in einer Flora dargestellt.
1822 wurde er Mitglied der Leopoldina.

## Schriften
- Myologiae Insectorum specimen de Astaco fluviatili cum aliis anatomicis disquisitionibus. Inauguraldissertation, 1813.
- Anatomisch-physiologische Untersuchungen der Insecten und Krustenthiere. Engelmann, Heidelberg 1818.
- Naturgeschichte der Insekten. Engelmann, Heidelberg 1819.
- Flora Mannheimiensis et vicinarum regionum cis- et transrhenanarum. Manhemium 1822.
- Concrementa calculosa im Darmcanale der Wirbelthiere. In: Bad. Annalen der Heilk. Band II, 1824.
- Naturgeschichte des Maykäfers (Melolontha vulgaris Fabr.). in: Verhandlungen des Grossherzoglich Badischen Landwirthschaftlichen Vereins Carlsruhe. 1824. (Digitalisat in der Digitalen Bibliothek Mecklenburg-Vorpommern)
- Ueber den Winterschlaf der Insecten. In: Heusinger’s Zeitschrift f. organ. Physik. Band I, 1827.
- Ueber die Respiration der Insecten, insbesondere über die Darmrespiration der Aeschna grandis. In: Heusinger’s Zeitschrift f. organ. Physik. Band II, 1828.
- Ueber die Verdauungsorgane der Insecten. In: Heusinger’s Zeitschrift f. organ. Physik. Band III.
- Vademecum für Naturaliensammler oder vollständiger Unterricht Säugethiere, Vögel, Amphibien, Fische, Käfer, Schmetterlinge, Würmer, Pflanzen, Mineralien, Petrefacte etc. zu sammeln, zu conserviren und zu versenden. Neff, Stuttgart 1830.
- Osteologische Beschreibung des Delphin-Schädels, verglichen mit dem Schädel des Wals. Löffler, Mannheim (ca. 1830).
- Das Naturalien-Cabinet : oder gründliche Anweisung, wie der Naturfreund bei naturhistorischen Excursionen und bei dem Sammeln, Ausstopfen, Skeletiren ... der Naturkörper jeder Art, namentlich der Säugethiere, Vögel, Fische, Reptilien, Käfer, Schmetterlinge, Pflanzen, Mineralien, Petrefacte u.s.w. verfährt, wie er sie versenden und in Sammlungen dauernd schön conserviren kann; Nebst lithogr. Abb. der, beim Naturaliensammeln erforderlichen Werkzeuge. Neff, Stuttgart 1832.
- Osteologische Beschreibung des Wals. Mannheim 1837.